# Jリーグチェアマン
日本プロサッカーリーグ（Jリーグ）におけるチェアマン (chairman) は、公益社団法人日本プロサッカーリーグ 理事長の別称であり、Jリーグの代表者。
Jリーグ定款上における「特別会員」であり、一般社団法人及び一般財団法人に関する法律（以下、単に「法律」と記す。）における「代表理事」に相当する。

## 業務
法人並びに組織としてのJリーグの代表者であり、定款及び法律に基づいて法人業務を統括する責務を負う。法人の会員となっている各クラブや選手らに対しては、指導や調査の権限を持ち、また異議や係争などが発生した場合の調停に関する最終決定権を持つ。組織運営においては、理事会や実行委員会を招集する権限を持ち、議長を務めることになっている。
1994年以降、歴代のチェアマンは上位組織である日本サッカー協会の副会長も兼任している。

### 呼称の由来
Jリーグ発足時に日本サッカー協会の副会長を務めていた岡野俊一郎の述懐によると、初代の理事長であった川淵三郎が岡野の元に挨拶に訪れた際、「理事長という呼び方は古臭いので『コミッショナー』という通称でやります」という川淵に対し、岡野はプロ野球と違う発想でJリーグをスタートさせるのに、なぜ（プロ野球でも使われている）『コミッショナー』でいくのか、と待ったをかけ、岡野が対案として出した『チェアマン』という呼び方を川淵が採用したものであるという。以後、川淵は自分の役職を「チェアマン」と説明し、その後定款上の表現も「理事長（チェアマン）」となり、チェアマンが事実上の職名となっている。
職業に性差はないとして、海外では "chairperson" の表現が一般的になってきているが、Jリーグにおいては「チェアマン」のままである。

## 選出・任期
チェアマンを含む理事および監事は、別途定めた「役員候補者選考委員会規程」による選考手続きを経て理事会が候補者を承認し、総会（いわゆる「社員総会」）において選任される。なお、チェアマンの候補者を指定した場合には、総会の招集通知にその旨を記載することになっている。チェアマンそのものに年齢制限は無いが、チェアマンを含む全理事は就任（再任）する年の4月1日現在で満65歳未満でなければならないと定められている。
現在の任期は1期2年間（正確には「選任後2年以内に終了する事業年度のうち最終のものに関する定時総会の終結の時まで」のため、丸2年を超えることもある）。再任は認められるが、通算4期までと定められている（公益社団法人移行時に定められた条項であり、それ以前は再任の上限がなかった）。

## 歴代チェアマン
| 代数  | 名前       | 在任期間    | 学歴                   | 略歴（就任前）                                           | 略歴（退任後）                                     |
| ----- | ---------- | ----------- | ---------------------- | -------------------------------------------------------- | -------------------------------------------------- |
| 初代  | 川淵三郎   | 1991-2002年 | 早稲田大学第二商学部   | 古河電工選手・監督、日本代表監督                         | 日本サッカー協会会長、日本バスケットボール協会会長 |
| 第2代 | 鈴木昌     | 2002-2006年 | 東京大学法学部         | 鹿島運輸社長、鹿島アントラーズ代表取締役社長             |                                                    |
| 第3代 | 鬼武健二   | 2006-2010年 | 早稲田大学政治経済学部 | ヤンマー監督、ヤンマーマリナックス社長、セレッソ大阪社長 | 大阪府サッカー協会会長                             |
| 第4代 | 大東和美   | 2010-2014年 | 早稲田大学教育学部     | 住友金属工業九州支社長、鹿島アントラーズ代表取締役社長   | 日本スポーツ振興センター理事長                     |
| 第5代 | 村井満     | 2014-2022年 | 早稲田大学法学部       | リクルートエージェント社長、リクルート本社執行役員       | 日本バドミントン協会会長                           |
| 第6代 | 野々村芳和 | 2022年-     | 慶應義塾大学法学部     | 市原・札幌選手、コンサドーレ代表取締役会長               |                                                    |